# 中村直勝
中村 直勝（なかむら なおかつ、1890年6月7日 - 1976年2月23日）は、大正・昭和期の日本の歴史学者。

## 経歴
滋賀県滋賀郡大津町（現在の大津市）にある長等神社の社家の家に生まれる。膳所中学校・第三高等学校 を経て京都帝国大学に入る。三浦周行の門下で古文書学などを研究する。卒業論文「皇室制度」をまとめ、1915年7月に京都帝国大学文科大学卒業。さらに、古文書学の研究のため、大学院に進む。1919年9月より第三高等学校で歴史学を講じ、1920年に同校教授となる。1927年7月からは京都帝国大学助教授として古文書学を担当した他、南朝や荘園・皇室領・座・供御人などの研究を行った。1946年に「荘園の研究」を提出して京都大学から文学博士の学位を授与される。
戦後は1948年に公職追放となる も、追放期間中を北朝の再評価や民衆文化、茶道史などの研究に充てたほか、多くの著作を執筆した。1956年に京都女子大学教授となり、1966年からは大手前女子大学（現在の大手前大学）学長を務めた。

## 研究内容・業績
近畿地方を中心に各地に眠っている古文書の調査・刊行を行った他、日本古文書学会第2代会長を務め、また市民への歴史学に対する啓蒙活動にも熱心であった。古文書学・南北朝時代史・荘園経済史・芸能史の研究に成果を残し、『南朝の研究』『日本古文書学』『荘園の研究』等の著書がある。
中村のもとでは清水三男、赤松俊秀、林屋辰三郎といった古文書学にあつい中世史家が育った。

## 著書
- 『日本文化史 第7巻 南北朝』大鐙閣 1922
- 『南朝の研究』星野書店 1927
- 『醍醐天皇御事略』醍醐天皇一千年御遠忌事務局 1928
- 『宇多天皇御事紀』宇多天皇一千年御忌臨時局 1931
- 『北畠親房』星野書店 1932
- 『北畠親房・顕家両卿の研究』別格官幣社阿部野神社社務所 1932
- 『天皇と国史の進展』賢文館 1934
- 『少年大日本史 徳川家光』建設社 1935
- 『宗良親王御伝略』官幣中社井伊谷宮奉賛会 1935
- 『吉野朝史』星野書店 1935
- 『国史通論』星野書店 1937
- 『日本教育家文庫 第11巻 北畠親房』北海出版社 1937
- 『大阪と北畠親房・顕家両卿』北畠卿奉讃会 1938
- 『天智天皇』近江神宮奉賛会 1938
- 『日本古文書学』日本文学社 1938
- 『日本肇国の大精神』海上国民精神総動員聯盟 1938
- 『楠氏一門の教養』教学局 1939
- 『荘園の研究』星野書店 1939
- 『水無瀬・山崎附近』京阪電気鉄道・趣味の京阪叢書 1939 のち宝書房
- 『吉野朝時代史通論』日本放送出版協会・ラヂオ新書 1941
- 『通説日本上代史』臼井書房 1942
- 『日本新文化史 第7巻 吉野時代』内外書籍 1942
- 『北畠親房公景伝』訂補 星野書店 1943
- 『国史の話』全国書房 1943
- 『通説日本中世近代史』一条書房 1943
- 『随筆楠公』星野書店 1943
- 『日本概史』文芸春秋社 1943
- 『新概觀國史』北海出版社 1944
- 『神社文化史』一条書房 1944
- 『日本想芸史』宝書房 1946
- 『男山』宝書房・京阪神叢書 1947
- 『経済史観日本』臼井書房 1948
- 『南都北嶺』星野書店 1948
- 『足利ノ尊氏』弘文堂・アテネ新書 1953
- 『南方録に学ぶ』星野書店 1954
- 『増鏡』弘文堂 アテネ文庫 古典解説シリーズ 1955
- 『京の魅力』正続 葛西宗誠写真 淡交新社 1959-1960
- 『奈良・大和路の魅力』葛西宗誠写真 淡交新社 1960
- 『光厳天皇』淡交新社 1961
- 『起請の心』便利堂 1962
- 『京の庭を歩く 庭の思想』白川書院 1962
- 『斜めに見る京都』白川書院 1962
- 『平安時代の文化』至文堂・日本歴史新書 1962
- 『吉野・熊野路の魅力』葛西宗誠写真 淡交新社 1962
- 『歴史の発見 古文書の魅力』人物往来社 1962
- 『京の仏たち』白川書院 1963
- 『新・京の魅力』葛西宗誠写真 淡交新社 1963
- 『日本歴史読本』人物往来社 1963
- 『京のやしろ』岡本東洋写真 淡交新社 1965
- 『中村直勝日本史』全4冊 白川書院 1965-1971
- 『大和のやしろ』葛西宗誠写真 淡交新社 1965
- 『教養日本史』白川書院 1967
- 『茶道の心』浪速社 1968
- 『南坊録 茶道聖典』浪速社 1968
- 『茶聖千利休』浪速社 1969
- 『語らばやな古社寺』学生社 1970
- 『日本芸能小史』浪速社 1970
- 『東山殿義政私伝』河原書店 1970
- 『カラー京都の魅力 洛西』写真: 山本建三 淡交社 1971
- 『カラー京都の魅力 洛東』写真: 柴田秋介 淡交社 1971
- 『カラー京都の魅力 洛南』写真: 葛西宗誠 淡交社 1971
- 『堺文化史伝』堺市教育委員会 1971
- 『カラー京都の魅力 洛中』写真: 岩宮武二 淡交社 1972
- 『カラー近江路の魅力』写真: 山本建三 淡交社 1973
- 『カラー京都の魅力 洛北』写真:浅野喜市 淡交社 1974
- 『カラー美濃路の魅力』写真:柴田秋介 淡交社 1974
- 『荒説日本史』主婦の友社 1975
- 『中村直勝著作集』全11巻 淡交社、1978-1979

第1巻 (通説日本史)
第2巻 (社会文化史)
第3巻 (南朝の研究)
第4巻 (荘園の研究)
第5巻 (古文書の心)
第6巻 (歴代天皇紀)
第7巻 (歴史と人物)
第8巻 (想芸の道)
第9巻 (神社と寺院)
第10巻 (故郷の魅力)
第11-12巻 (歴史の発見)
- 『「通」のための裏返し日本史 この時代のここを見れば日本史の本質がわかる』主婦の友インフォス情報社 2008

### 共著など
- 『後醍醐天皇関係十五官幣社御祭神御神徳記』編 建武中興記念会 1939
- 『東大寺文書 第1 (東大寺百巻文書 第1-50巻)』編 全国書房 1945
- 『中村直勝博士蒐集古文書』中村直勝博士古稀記念会 1960
- 『兵法五輪書』宮本武蔵 著 校註解説 講談社 1970
- 『平家物語 歴史対談』村上元三共著 講談社 1971